# مارک ویلموتس
مارک روبر ویلموتس (انگلیسی: Marc Robert Wilmots، زادهٔ ۲۲ فوریهٔ ۱۹۶۹) بازیکن سابق و مربی فوتبال اهل بلژیک است. وی از ۸ خرداد ۱۳۹۸ رسماً هدایت تیم ملی فوتبال ایران را برعهده گرفت اما در آذر ۱۳۹۸ با فسخ قرارداد از تیم ایران جدا شد.

## زندگی شخصی
او در سال ۱۹۹۶ با «کاترین لامبیتس»، دختر رئیس باشگاه فوتبال سنت ترویدنس، ازدواج کرد و صاحب سه فرزند به نام‌های «مارتین»، «رنو» و «آتنا لنا» شد که از این بین، رنو و مارتین بازیکن فوتبال شدند. او به سه زبان فرانسوی، آلمانی و هلندی مسلط است.

## دوران بازی
ویلموتس اولین بازی ملی‌اش را برای تیم ملی فوتبال بلژیک در تاریخ ۲۶ مه ۱۹۹۰ میلادی مقابل تیم ملی فوتبال رومانی انجام داد. او در ۷۰ بازی ملی حضور داشت و جمعاً ۴۹۴۷ دقیقه برای تیم ملی فوتبال بلژیک به میدان رفت. مارک ویلموتس آخرین بازی ملی خود را در تاریخ ۱۷ ژوئن ۲۰۰۲ میلادی در برابر تیم ملی فوتبال برزیل انجام داد. وی در بازی‌های ملی‌اش ۲۹ گل به ثمر رساند.

## دوران مربیگری
ویلموتس برای اولین بار در سمت مربیگری به صورت موقت (تنها ۸ بازی) در باشگاه شالکه ۰۴ منصوب شد؛ اما اولین دورهٔ سرمربیگری رسمی او در فصل ۲۰۰۵–۲۰۰۴ با باشگاه فوتبال سنت ترویدنس رقم خورد.

### تیم ملی فوتبال بلژیک
در فصل بعد، مارک ویلموتس به عنوان دستیار سرمربی روی نیمکت تیم ملی فوتبال بلژیک نشست و تا سال ۲۰۱۲ به همین عنوان خود مشغول بود که سرانجام در سال ۲۰۱۲ جایگزین ژرژ لیکنز شد و رسماً به عنوان سرمربی تیم ملی بلژیک انتخاب شد.
او با تیم ملی بلژیک در جام جهانی فوتبال ۲۰۱۴ توانست با سه پیروزی در مرحله گروهی مقابل تیم‌های الجزایر، کره جنوبی و روسیه به عنوان صدرنشین با اقتدار صعود کند و در مرحله یک‌هشتم نهایی با گل‌های کوین دی بروینه و روملو لوکاکو توانست ایالات متحده آمریکا را حذف کند اما در مرحله یک چهارم نهایی مغلوب تیم ملی آرژانتین شد.
جام ملت‌های اروپا ۲۰۱۶ پایان کار ویلموتس در تیم ملی بلژیک بود؛ در این جام بلژیک در مرحله گروهی به عنوان تیم دوم صعود کرد و در مرحله یک‌هشتم نهایی با ۴ گل تیم ملی مجارستان را کنار زد اما در مرحله یک چهارم نهایی مغلوب تیم ملی ولز شد و همین کافی بود تا ویلموتس از تیم ملی کشورش اخراج شود.

### تیم ملی فوتبال ساحل عاج
او در سال ۲۰۱۷ به عنوان سرمربی تیم ملی فوتبال ساحل عاج انتخاب شد اما از صعود به جام جهانی فوتبال ۲۰۱۸ بازماند و از این تیم در همان سال جدا شد.

### تیم ملی فوتبال ایران
پس از حدود دو سال دوری از سمت مربیگری در میدان‌های حرفه‌ای فوتبال؛ سرانجام در ۲۹ مه ۲۰۱۹ وی رسماً به عنوان سرمربی جدید تیم ملی ایران منصوب و جانشین کارلوس کی‌روش شد. او وحید هاشمیان را به عنوان دستیار خود در تیم ملی ایران انتخاب کرد.
در اولین بازی خود روی نیمکت تیم ملی ایران به عنوان سرمربی، در وزشگاه آزادی در دیداری دوستانه به مصاف تیم ملی سوریه رفت که این بازی با نتیجه ۵–۰ به سود ایران به پایان رسید  تا او شروع خوبی روی نیمکت ایران داشته باشد. تیم ملی ایران در مسابقات مقدماتی جام جهانی ۲۰۲۲ قطر با مربیگری او در بازی با هنگ کنگ ۲–۰ و مقابل کامبوج با نتیجه پرگل ۱۴–۰ پیروز شد ولی در بازی با بحرین ۱–۰ و در بازی بعد درمقابل عراق ۲–۱ شکست خورد و همین باعث انتقادهای شدید به سوی او شد که در نتیجه در ۴ دسامبر ۲۰۱۹ فدراسیون فوتبال ایران قرارداد با او را فسخ کرد. هر چند ادعا می‌شود که او در تاریخ ۱۴ آذر ۱۳۹۸ یکطرفه قرارداد خود را با تیم ملی فوتبال ایران فسخ نمود. 

#### قرارداد با تیم ملی فوتبال ایران
پس از فسخ قرارداد و جدایی وی از تیم ملی فوتبال ایران، نحوه انعقاد و مبلغ قرارداد وی مورد بحث قرار گرفت و پس از یک جنجال رسانه ای گسترده، بسیاری از کارشناسان فوتبال و نمایندگان مجلس شورای اسلامی قرارداد مارک ویلموتس را مبهم و قابل بررسی دانستند. حتی عده‌ای از نمایندگان مجلس این قرارداد را به عنوان یک فساد بزرگ اقتصادی مطرح کردند و سازمان بازرسی کل کشور نیز اعلام کرد که قرارداد سرمربی بلژیکی با فدراسیون فوتبال ایران را بررسی خواهد کرد.

## لقب‌ها
در ابتدای دوران بازی اش به او لقب «جنگنده دانگلبرگ» را دادند؛ و پس از پیوستنش به شالکه او را «ویلی» خطاب میکردند. همچنین در ایران، از او به عنوان «سناتور» یاد کردند چرا که او ترجیح داد پس از پایان دوران بازی در فوتبال، وارد سیاست شود و در انتخابات فدرال بلژیک در سال ۲۰۰۳ او که عضوی از حزب محافظه کار فرانسوی‌زبانِ جنبش اصلاح طلب بلژیک بود، به عنوان سناتور پارلمان انتخاب شد و در نهایت در سال ۲۰۰۵ در حرکتی اعتراضی از سمت خود استعفا کرد.

## افتخارات

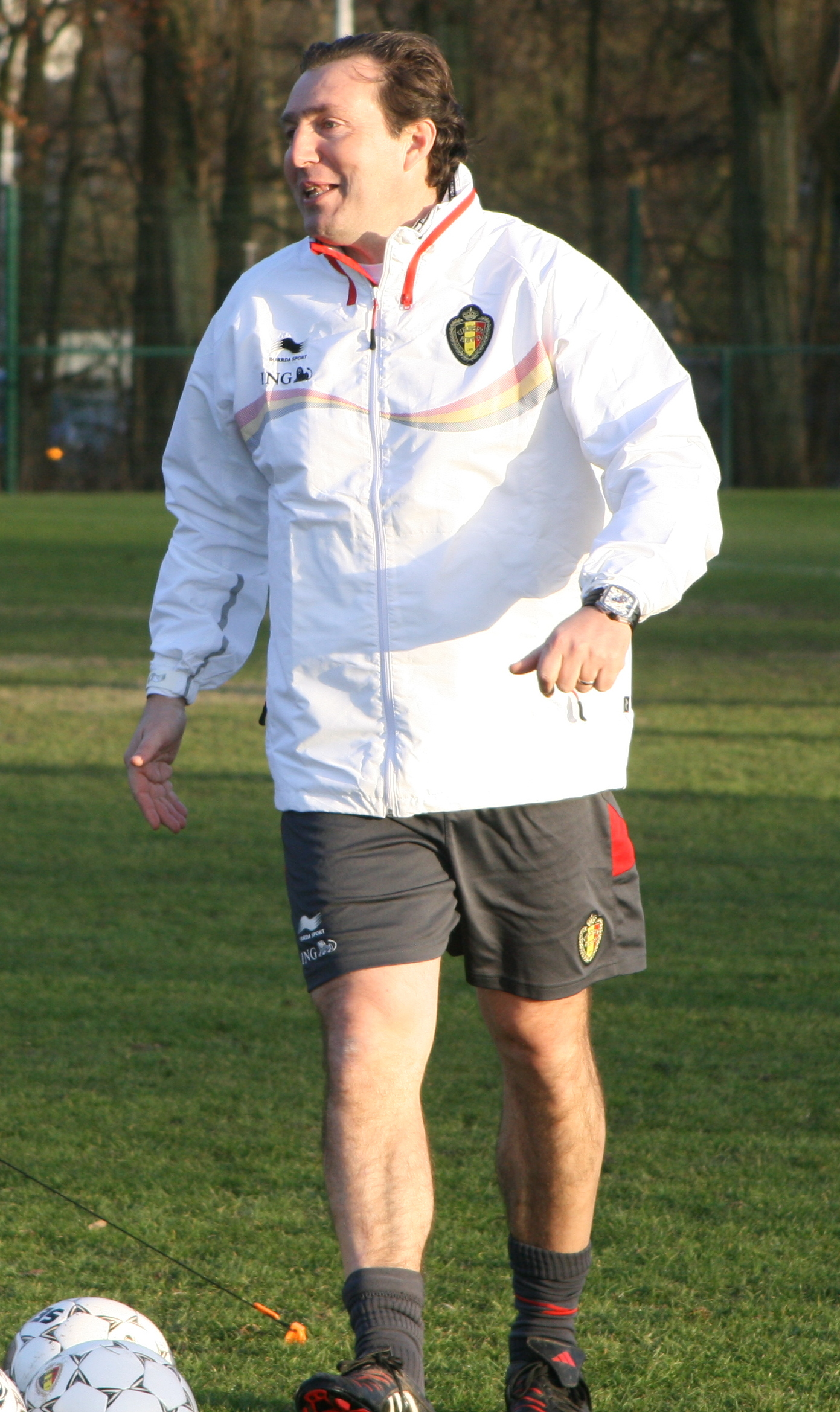
مارک ولیتموس در حال تمرین دادن تیم ملی بلژیک ۱ ژانویه ۲۰۰۶

### بازیکن
مشلان
- لیگ برتر فوتبال بلژیک: ۸۹–۱۹۸۸
- سوپرجام اروپا: ۱۹۸۸

استاندارد لیژ
- جام حذفی فوتبال بلژیک: ۹۳–۱۹۹۲

شالکه ۰۴
- جام حذفی فوتبال آلمان: ۰۲–۲۰۰۱
- جام یوفا: ۹۷–۱۹۹۶

انفرادی
- بازیکن فوتبال جوان سال بلژیک: ۹۰–۱۹۸۹
- بهترین‌های جام جهانی فوتبال: ۲۰۰۲ (ذخیره)

### مربی
انفرادی
- مربی فوتبال سال بلژیک: ۲۰۱۳،[۲۰] ۲۰۱۴[۲۱]
- جوایز گلوب ساکر بهترین مربی سال: ۲۰۱۵[۲۲]